# Nereisana oranaria
Nereisana oranaria är en fjärilsart som beskrevs av Lucas 1848. Nereisana oranaria ingår i släktet Nereisana och familjen nattflyn. Inga underarter finns listade i Catalogue of Life.